# Chemical Wedding (película)
Chemical Wedding es una película británica de comedia, terror y ciencia ficción de 2008 dirigida por Julian Doyle con guion de Bruce Dickinson y protagonizada por Simon Callow, Kal Weber, Lucy Cudden, Jud Charlton, Paul McDowell, John Shrapnel, Terence Bayler y Mike Shannon.

## Sinopsis
Al ingresar a una máquina de realidad virtual, el profesor Oliver Haddo, un moderno erudito de Cambridge, queda poseído por el espíritu del infame ocultista Aleister Crowley, ya que el software de la máquina ha sido corrompido por un antiguo seguidor de Crowley. Resucitado 50 años después de su muerte, Crowley comienza sus prácticas ocultistas de nuevo, en busca de una nueva "novia escarlata" con la que pueda casarse en una ceremonia oculta que aumentará su poder.

## Recepción
A pesar de que la película no contó con difusión masiva, y por ende, tampoco con una crítica muy favorable, con los años se ha transformado, para muchos, en una película de culto, que a través del sarcasmo y la ciencia ficción, retrató en forma delirante, hilarante y escabrosa, la controvertida figura de Aleister Crowley.
La destacada actuación de Simon Callow, el guion a cargo de Bruce Dickinson, y la dirección de Julian Doyle, se conjugaron para dar vida a un film que mezcla elementos esotéricos, espirituales y tecnológicos, algo muy original, y poco visto en el cine.

## Reparto
- Simon Callow como Oliver Haddo/Aleister Crowley.
- Kal Weber como Joshua Mathers.
- Lucy Cudden como Lia Robinson.
- Jud Charlton como Victor Nuberg.
- Paul McDowell como Symonds.
- John Shrapnel como Aleister Crowley.
- Terence Bayler como el profesor Brent.
- Mike Shannon como Alex.
- Bruce Dickinson como el esbirro de Crowley.